# Warrumungu
Los warrumungu o warumungu son un grupo de indígenas australianos que hablan una variedad criolla de lengua pama-ñungana desarrollada por el contacto con los chinos y con los colonos europeos. Tiene cierto parecido con el inglés, pero posee una sintaxis y una gramática diferentes. Muchos indígenas siguen hablando el idioma warrumungu, sin embargo, parecido al idioma de sus vecinos, los warlpiri.
Los warrumungu viven en el Territorio del Norte. En 1870, cuando fueron descubiertos por los europeos, eran una etnia floreciente, en 1892 se creó una reserva para ellos, pero en 1915 se encontró oro en su territorio y se cometieron atrocidades que acabaron con una elevada desnutrición. En 1960 fueron desplazados de sus tierras, pero después de muchas litigaciones, la Corte Suprema de Australia les permitió volver a sus territorios, que pasaron a llamarse Warumungu Land Claim, formado por parcelas separadas de tierra que en conjunto ocupan 3090 kilómetros cuadrados.